# Arteria submentalis

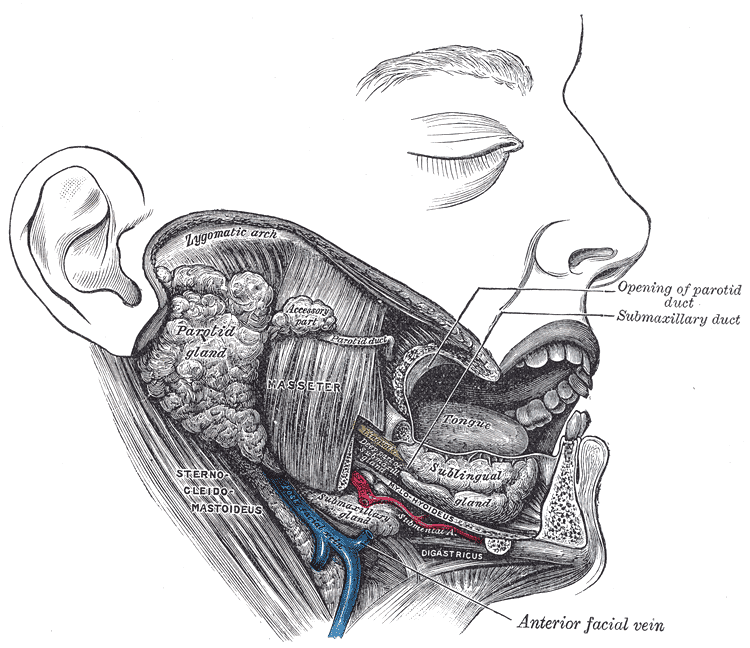
Die Arteria submentalis

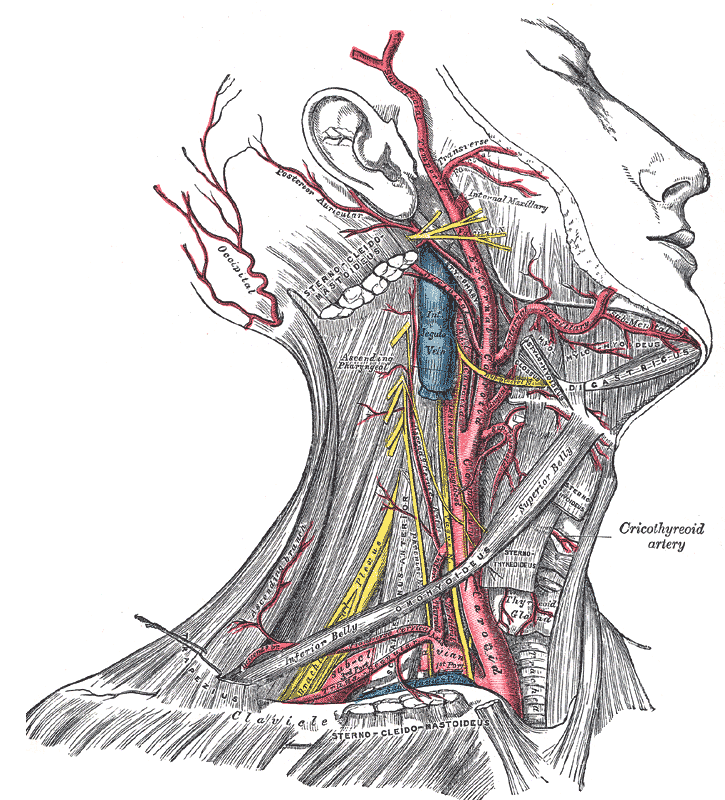
Die Lage der Unterkinnarterie (ganz rechts im Bild)

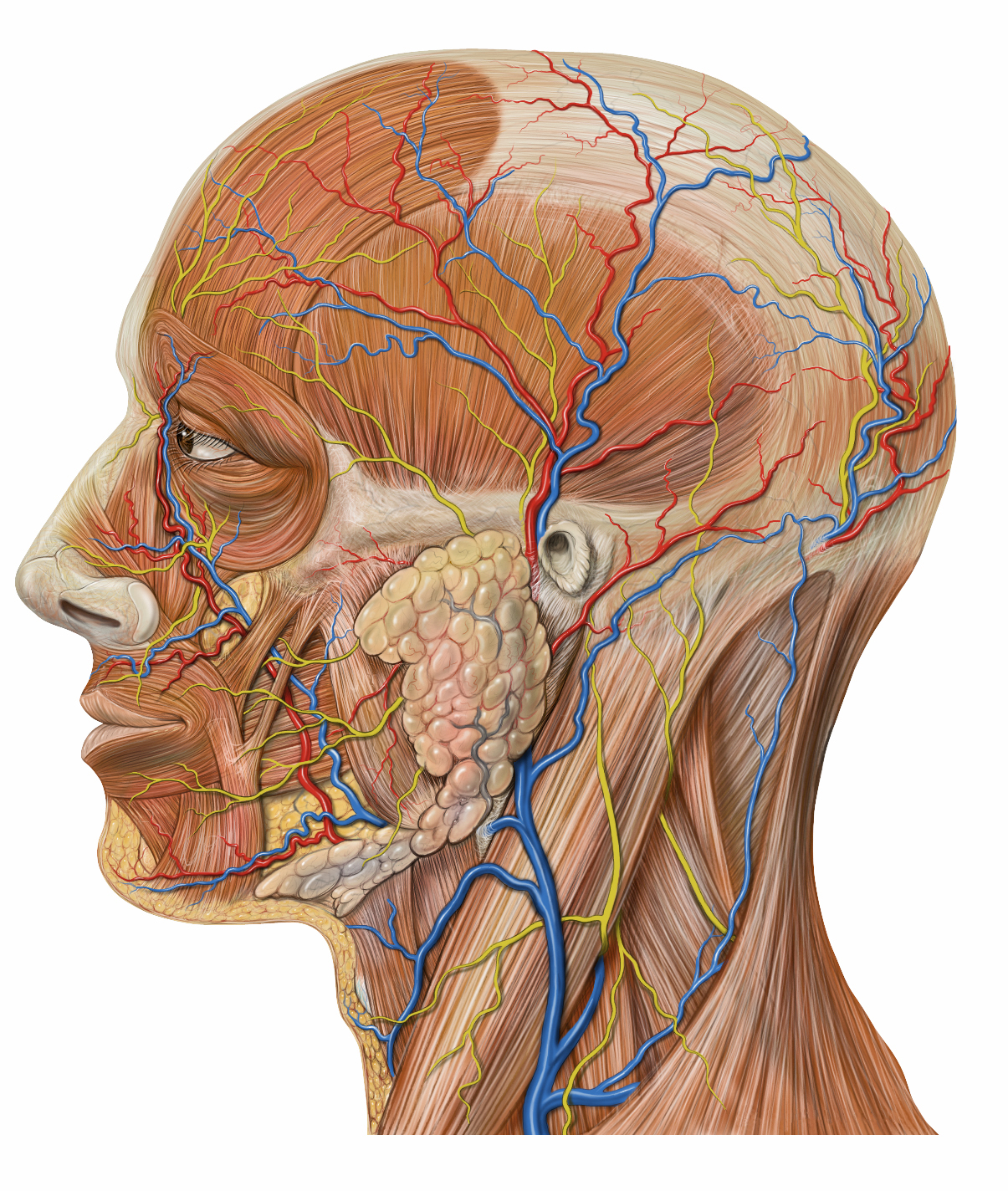
Der Verlauf der Unterkinnarterie

Die Unterkinnarterie (lat. Arteria submentalis) ist ein Gefäßast der Arteria facialis, der an der Unterseite des Unterkiefers entlang läuft.

## Verlauf
Die Arteria submentalis entspringt als größter zervikaler Ast der Arteria facialis, nach dem jene die Unterkieferspeicheldrüse (Glandula submandibularis) verlassen hat. Sie läuft auf dem Musculus mylohyoideus knapp unterhalb des Corpus mandibulae nach vorne und wird dabei vom Musculus digastricus bedeckt.

## Äste
Die Unterkinnarterie versorgt durch kleine Äste die umgebenden Muskeln und anastomosiert mit der Arteria sublingualis und mit dem Ramus mylohyoideus der Arteria alveolaris inferior.
In der Nähe der Symphyse des Unterkiefers schwenkt sie nach oben über den Unterkieferrand und teilt sich in zwei Endäste:
- Ramus superficialis: Der oberflächliche Ast läuft zwischen der Gesichtshaut und dem Musculus depressor labii inferioris und anastomosiert mit der Arteria labialis inferior.
- Ramus profundus: Der tiefe Ast läuft zwischen dem Musculus depressor labii inferioris und dem Unterkieferknochen. Er versorgt die Unterlippe und anastomosiert mit der Arteria labialis inferior und mit der Arteria mentalis.